# Solidarische Ökonomie
Solidarische Ökonomie oder Solidarische Wirtschaft ist eine Form des Wirtschaftens, bei welcher Geld als Bewertungs- und Zahlungsmittel ganz oder teilweise durch andere Prozesse oder Vereinbarungen ersetzt wird. Sie nutzt dabei Elemente des Korporatismus und des Syndikalismus. Das Phänomen wird in den Gesellschaftswissenschaften – Wirtschaftswissenschaft, Soziologie und Politikwissenschaft – untersucht.
Solidarische Ökonomie bezieht sich auf bedürfnisorientierte, soziale, demokratische und ökologische Ansätze. Solidarökonomische Projekte sollen grundsätzlich im Dienste des Menschen stehen. Weiterhin basiert sie häufig auf der Überzeugung, dass jeder Mensch Teil der Gesellschaft ist und seine Arbeit wesentlich zum Fortschritt beiträgt.

## Begriff und Ziele
Solidarökonomische Projekte gibt es zum Beispiel in Lateinamerika, aber auch in Europa. Dazu zählen Open-Source-Softwareprojekte und alternative Bildungseinrichtungen, Tauschbörsen, Reparaturcafés, Umsonstläden, selbstverwaltete Betriebe, Genossenschaften, Community Land Trusts und Wohngemeinschaften.
Die Projekte und Modelle verfolgen häufig Ziele in drei Feldern:
- Soziales Ziel: Die Gemeinschaft soll demokratisch und sozial geordnet werden. Der Materialismus soll überwunden und das Individuum wieder in das gesellschaftliche Leben integriert werden.
- Politisches Ziel: Mitbestimmung und Demokratie sollen erweitert werden. Dabei soll eine Art Solidargemeinschaft entstehen, welche sich als ein System von Werten und Normen versteht, das den Menschen in den Mittelpunkt stellt.
- Wirtschaftliches Ziel: Lebens- und Arbeitsbedingungen sollen möglichst ohne Kreditaufnahme verbessert werden. Verschiedene Bestrebungen wie die Erhaltung der natürlichen Lebensgrundlagen, Nachhaltigkeit und bedürfnisorientiertes Wirtschaften gehören dazu. Gegebenenfalls sollen durch den Menschen verursachte Beeinträchtigungen oder Schäden behoben werden. Das wirtschaftliche Ziel überschneidet sich mit dem politischen und sozialen.

## Länder

### Deutschland
Vertreter der Solidarischen Ökonomie berufen sich oft auf den Genossenschaftsgedanken. Dieser lässt sich auf die bereits vom Mittelalter her bekannten Organisationsformen (Einungen, Gilden) zurückführen. Er wurde von der Arbeiterbewegung aufgenommen, reichte aber auch in die Gewerkschaftsbewegung und den Anarchosyndikalismus hinein. Als soziale Bewegung begann in England und auf dem europäischen Festland ab Mitte des 19. Jahrhunderts eine moderne Form: Sie bediente sich dabei einer zweckrationalen und theoriegestützten Planung. Die Genossenschaftsbewegung ist als bedeutender Lösungsversuch derjenigen sozialen Probleme zu verstehen, die der Kapitalismus aufwarf.
Nach Rückschlägen im 20. Jahrhundert, zum Beispiel der Zerschlagung der Gewerkschaften und Genossenschaften durch das NS-Regime, und Affären in den 1980er Jahren (siehe Neue Heimat und Konsumgesellschaft „co op“) erfolgte zwischen 1968 und 1989 eine Gründungswelle im Bereich „Alternativer Ökonomie“.
Solidarische Ökonomie ist in Deutschland bisher an der Universität Kassel und an der Universität Münster Gegenstand von Forschung und Lehre.
In Deutschland haben Wissenschaftler der Universität Kassel im Jahr 2007 erstmals begonnen, unter dem Begriff „Solidarische Ökonomie“ alternative Wirtschaftsformen zu erheben. Indem die Arbeit kollektiv, solidarisch und hierarchiefrei organisiert wird, verkörpere sie eine Strategie zur Bekämpfung sozialer Ausgrenzung. Für die Abgrenzung solcher Betriebe haben die Forscher fünf Kriterien aufgestellt:
- Selbstverwaltung: Sie beinhaltet gemeinsamen Besitz und gemeinsame Entscheidungsprozesse
- Ökologie: Ökologische Ziele und Sensibilität beim Nutzen von Material, Energie, Wasser und Boden.
- Kooperation: Sie betrifft das gemeinsame Nutzen von Gütern durch verschiedene Betriebe. Auf diese Weise sollen sich zunehmend solidarische Netzwerke entwickeln.
- Wirtschaftlichkeit: Es handelt sich um ein echtes Wirtschaftsunternehmen, in Abgrenzung zu Wohltätigkeitsorganisationen.
- Gemeinwesenorientierung: Der Einsatz für die Verbesserung der Lebensbedingungen der Gemeinschaft.[5]

Im September 2015 fand in Berlin der Kongress Solikon 2015 statt, den ein Bündnis aus über dreißig Organisationen vorbereitet hatte. Der praxisorientierte Teil der Veranstaltung bestand aus Exkursionen zu Projekten alternativen, ökologischen und kooperativen Wirtschaftens in Berlin und Brandenburg im Rahmen einer Wandelwoche. Während des Kongresses unter dem Motto „Wir können auch anders! Solidarische Ökonomie in der Praxis“ fanden über vier Tage an der TU Berlin mit rund 1000 teilnehmenden Menschen Podiumsdiskussionen, Foren und Workshops statt: Diese boten zu Themen wie Gemeinwohl-Ökonomie, Commons, fairer Handel oder Transition Towns einen Überblick über den vielfältigen Ansatz einer Solidarischen Ökonomie und die Möglichkeit zum Erfahrungsaustausch und zur Vernetzung. Die Wandelwoche wurde im Jahr 2016 wiederholt und fand im September 2017 erneut in Berlin und Umgebung statt.

### Österreich
Im Februar 2009 fand an der Universität für Bodenkultur Wien der Kongress Solidarische Ökonomie statt. Er wurde von über 1.000 Teilnehmern besucht und zeigte das Bestehen einer Vielzahl von solidarisch ökonomischen Initiativen in Österreich auf, darunter Tauschbörsen, Umsonstläden (Schenkökonomie), Foodcoops, Regionalwährungen, Gemeinschaftsgärten und solidarische Wohnprojekte wie Baugruppen (Bauherrengemeinschaft).
In Österreich ist ein Netzwerk von Tauschbörsen entstanden, die sich im Rahmen des Treffens der österreichischen Tauschkreise regelmäßig austauschen. Mit za:rt, der Plattform für Zusammenarbeit regionaler Transaktionssysteme, wurde eine Clearingstelle für den Tausch zwischen verschiedenen Tauschkreisen gegründet. Neben kleinen, lokalen Tauschkreisen existieren auch größere Systeme und Verbunde, an denen sich mehrere Regionalgruppen beteiligen.
Verschiedene Modelle von Regionalwährungen sind z. B. in Vorarlberg, der Steiermark und in Niederösterreich (Waldviertel) entstanden.
In Wien werden ebenfalls mehrere Tauschbörsen, Gemeinschaftsgärten, Umsonstläden und FoodCoops betrieben.
Der folgende Solidarische Ökonomie Kongress fand im Februar 2013 wieder am gleichen Ort statt.
Die Gemeinwohl-Ökonomie ist in Österreich stark vertreten. So bezeichnet beispielsweise das Kanzleramt die Bewegung als „effektives Instrument zur Umsetzung der SDGs in Unternehmen und Gemeinden“. Jedes österreichische Bundesland ist mit einer Regionalgruppe vertreten.

### Kanada
Die Solidarische Ökonomie wird in Kanada als Soziale Ökonomie bezeichnet. Die Zahl der Unternehmen, die sich an diesem Prinzip orientieren, wird in der Provinz Québec gegenwärtig auf mehr als 7000 geschätzt.
In Québec wurde der Chantier de l’economie sociale gegründet. Stark betont wird dabei die Bedeutung der Solidarökonomie für die Regionale Entwicklung. Auf Grund der direkten Beziehungen der solidarischen Betriebe zum Umfeld, in dem sie sich befinden, sollen neue Bedürfnisse schneller erkannt und interpretiert werden können. Der Chantier vertrat 2007 rund 6.200 solidarische Betriebe mit etwa 65.000 beschäftigten Personen und pflegt Kontakte mit der brasilianischen Organisation, dem Fórum. Charles Guindon vom Chantier war bei der nationalen Konferenz in Brasília, wo an einem gemeinsamen Projekt weitergearbeitet wurde. Die Problematik liege bei der kanadischen Regierung, da sie für solche Projekte nur Geld zur Verfügung stelle, wenn sie der Entwicklungshilfe dienen.

### Argentinien
Nach dem Zusammenbruch der Wirtschaft in Argentinien 2001 waren 20 % der argentinischen Bevölkerung arbeitslos und über 50 % verarmt. Massendemonstrationen, Straßenblockaden, Streiks und landesweite Fabrikbesetzungen waren die Folge. Manche Betriebe wurden zuvor von ihren Besitzern aufgegeben. Gründe waren teilweise wirtschaftliche Probleme wegen der Wirtschaftskrise, teils beabsichtigte Insolvenzen, um mit neuen Mitarbeitern woanders einen neuen Betrieb zu gründen. Andere investierten das aus dem Betrieb herausgezogene Kapital in anderen Branchen, vor allem im Agrarexport. Einige Fabrikeigentümer verließen das Land. Dies führte dazu, dass viele Arbeiter begannen, Fabrikgelände zu besetzen und die Produktion wieder aufzunehmen. Teilweise wurden die Übernahmen auch mit den ehemaligen Besitzern ausgehandelt, ohne den Betrieb zu besetzen.
Da in der überwiegenden Mehrzahl der Betriebe das Management und große Teile der Verwaltung zusammen mit den Besitzern den Betrieb verließen, wurden die Kosten dafür eingespart. Die Fabriken wurden mit dem Ziel der Existenzsicherung anstelle der Gewinnmaximierung fortgeführt. Heute befinden mehr als 200 Fabriken in den Händen von Arbeitern und sichern die Existenz von mehr als 10.000 Mitarbeitern.
Als Rechtsform der Fabriken wurden meist Kooperativen gewählt. Sie sehen sich selbst als neue Generation der in Argentinien weitverbreiteten Kooperativen. Im Gegensatz zu traditionellen Kooperativen ist die Betriebsversammlung das firmeninterne Entscheidungsorgan. Jedes Mitglied hat eine Stimme. Die Betriebsversammlungen finden in der Regel mindestens einmal monatlich statt. Dort werden alle Firmen betreffenden Entscheidungen getroffen. Nur für das Alltagsgeschäft gibt es teilweise Untergruppen, die bestimmte Arbeitsbereiche wie Verkauf, Verwaltung usw. abdecken. Jedoch ist die Betriebsversammlung immer letzte Entscheidungsinstanz und Informationsorgan.
Die Entwicklung verlief nicht so erfolgreich wie in Brasilien. Das Arbeitsentgelt dieser Betriebe ist in 52 % der Fälle gesunken. Die Arbeitszeiten blieben in der Regel gleich. Auch die rechtliche Situation dieser Betriebe ist in vielen Fällen noch immer nicht geklärt. In manchen Fällen konnten Räumungen oder Zwangsversteigerungen nicht verhindert werden. Einige dieser Betriebe baten daher um Verstaatlichung, wobei aber die Selbstverwaltung der Betriebe beibehalten werden sollte. Eine weitere Forderung an die argentinische Republik war die Schaffung eines Fonds, der den Kooperativen das notwendige Startkapital zur Verfügung stellen sollte. Damit sollte sichergestellt werden, dass Maschinen, Grund und Boden im Besitz der Unternehmung bleiben.

### Brasilien

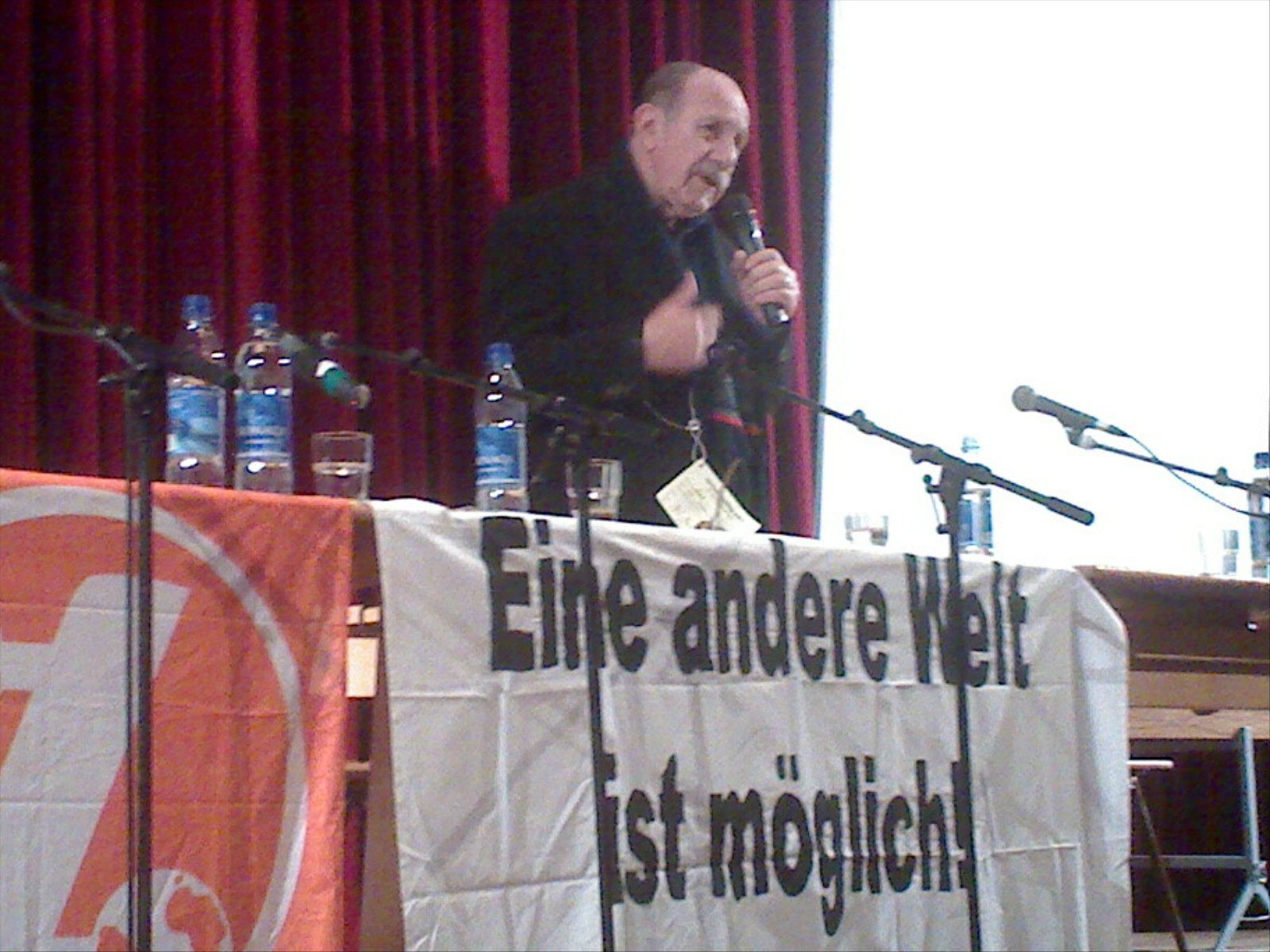
Paul Singer auf dem attac-Ratschlag in Gladbeck 2007

Auch in Brasilien wird versucht, die Solidarökonomie in die Praxis umzusetzen. Während einer Wirtschaftskrise in den 1980er und 1990er Jahren gingen viele brasilianische Unternehmen in Konkurs. Arbeiter kauften und sanierten solche Firmen, um ihre Arbeitsplätze zu erhalten. Heute sind viele dieser Fabriken solidarökonomische Betriebe. Eines ihrer Mottos ist Outra economia acontece („Eine andere Wirtschaft geschieht“). Als maßgeblich für den Erfolg wird die Unterstützung durch Gewerkschaften und die Regierung angesehen. 1996 setzte sich der gewerkschaftliche Dachverband Brasiliens Central Única dos Trabalhadores (CUT) für die Kooperativen ein. Die ANTEAG (Associacao Nacional dos Trabalhadores e Empresas de Autogestao e Participacao Acionara, dt. 'Nationale Vereinigung der Arbeiter in selbstverwalteten Betrieben') und die 2003 gegründete SENAES (Secretaria Nacional de Economia Solidaria, dt. 'Das nationale Sekretariat für die Solidarökonomie') sind für die Gründung neuer Kooperativen und deren Zusammenschluss zuständig.
Das nationale Sekretariat hat dabei eine Schlüsselposition. Es besitzt derzeit den Status einer Abteilung des Arbeitsministeriums und wird seit 2003 von dem Ökonomen Paul Singer geleitet. Es repräsentiert die Bewegung für Solidarökonomie in Brasiliens mit allen Forderungen gegenüber staatlichen und privaten Institutionen sowie internationalen Organisationen. Weitere Hauptaufgaben des Sekretariats sind die Verbreitung von Informationen über das Konzept der Solidarökonomie und die politische und materielle Unterstützung der Kooperativen in ganz Brasilien. Seit 2004 verfügt das Sekretariat über ein eigenes Budget. Es wird für verschiedene Projekte verwendet:
- Einrichtung von Foren und Zentren für Kooperativen, um die Interessen zu bündeln und somit den gemeinsamen Verkauf der Produkte zu ermöglichen,
- Vermittlung von Handelspartnern, Treffen oder Kursen, Beratung bei juristische Fragen
- Hilfe bei der Organisation von Messen und Seminaren
- Hilfe bei der Erstellung von Bilanzen und Statistiken
- SENAES setzt sich auch für die Frage der gesetzlichen Regelungen ein, z. B. ob eine Kooperative offiziell als Rechtsform einer Gesellschaft anerkannt wird
- Erstellen von Richtlinien für die Solidarökonomie und die Beobachtung ihrer Durchführung

Die Kooperativen werden bei der Entwicklung einer Alternativen Wirtschaft durch Regierungsorgane, Intellektuelle, Universitäten und Genossenschaften unterstützt. Über 3.000 alternative Betriebe, über 500 Unterstützungsorganisationen, mehr als 80 Städte und die öffentlichen Verwaltungen von sechs Staaten organisieren sich über das Brasilianische Forum für Solidarische Ökonomie.
Der Aufbau von Genossenschaften wird unterstützt durch Innovationswerkstätten, die an brasilianischen Hochschulen durchgeführt werden. Ein Beispiel ist die Innovationswerkstatt der Universität von São Paulo (USP) unter der Leitung von Paul Singer und Sylvia Leser de Mello.
Ein weiterer Arbeitsschwerpunkt des SENAES ist die Stärkung der regionalen Wirtschaft. Dabei wird es von Kirchen, Gewerkschaften, Universitäten und Parteien landesweit unterstützt.

### Vereinte Nationen
Am 30. September 2013 gründete sich in Genf die UN Inter-Agency Task Force on Social and Solidarity Economy (UNTFSSE) der Vereinten Nationen (UN). Zu den Gründungsmitglieder gehören unter anderem die Internationale Arbeitsorganisation (ILO), das Weltentwicklungsprogramm (UNDP), das Forschungsinstitut für soziale Entwicklung (UNRISD), sowie weitere UN-Behörden. Inzwischen gehören zivilgesellschaftliche Organisationen wie die International Co-operative Alliance (ICA) zu den Mitgliedern oder besitzen Beobachterstatus. Auf der 66. Generalversammlung der Vereinten Nationen im April 2023 erkannten die Mitgliedsstaaten per Resolution die Rolle der solidarischen Ökonomie zur Erfüllung der Sustainable Development Goals (SDG) an. Zur gebotenen Stärkung der solidarischer Ökonomien sollten demnach finanzielle Anreize, Anpassungen von Beschaffungsprozessen und Curricula sowie die Erfassung solidarischen Wirtschaftens in nationalen Statistiken erfolgen.